# Kūlej-e Pā'īn
Kūlej-e Pā'īn (persiska: Kūlej, کولج, کولج پائین) är en ort i Iran.   Den ligger i provinsen Alborz, i den norra delen av landet, 80 km nordväst om huvudstaden Teheran. Kūlej-e Pā'īn ligger 1 861 meter över havet och antalet invånare är 440.
Terrängen runt Kūlej-e Pā'īn är kuperad åt sydväst, men åt nordost är den bergig. Kūlej-e Pā'īn ligger nere i en dal som går i öst-västlig riktning.Runt Kūlej-e Pā'īn är det ganska tätbefolkat, med 86 invånare per kvadratkilometer. Närmaste större samhälle är Kalīnak, 2,0 km sydväst om Kūlej-e Pā'īn. Trakten runt Kūlej-e Pā'īn består i huvudsak av gräsmarker.